# Cerylon perparvulum
Cerylon perparvulum is een keversoort uit de familie dwerghoutkevers (Cerylonidae). De wetenschappelijke naam van de soort werd in 1918 gepubliceerd door Antoine Henri Grouvelle.